# John M. Wever

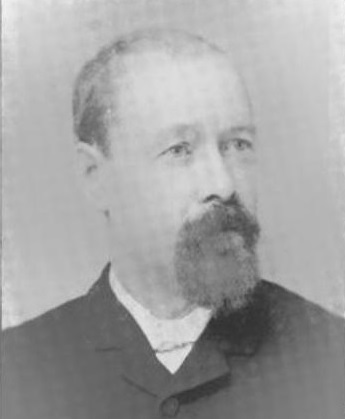
John Madison Wever

John Madison Wever (* 24. Februar 1847 in Ganges Township, Michigan; † 27. September 1914 in Plattsburgh, New York) war ein US-amerikanischer Politiker. Zwischen 1891 und 1895 vertrat er den Bundesstaat New York im US-Repräsentantenhaus.

## Werdegang
John Madison Wever wurde während des Mexikanisch-Amerikanischen Krieges im Allegan County geboren. Er besuchte Gemeinschaftsschulen und das Albion College. Während des Bürgerkrieges verpflichtete er sich im Alter von 16. Jahren in der US Army. Er diente in der Army of the Cumberland und der Army of the Ohio. Nach dem Ende des Krieges ließ er sich in Plattsburgh im Clinton County nieder, wo er Bankgeschäften nachging. 1884 wurde er zum County Treasurer im Clinton County gewählt und 1887 wiedergewählt. Politisch gehörte er der Republikanischen Partei an.
Bei den Kongresswahlen des Jahres 1890 für den 52. Kongress wurde Wever im 21. Wahlbezirk von New York in das US-Repräsentantenhaus in Washington, D.C. gewählt, wo er am 4. März 1891 die Nachfolge von John H. Moffitt antrat. Im Jahr 1892 kandidierte er im 23. Wahlbezirk von New York für den 53. Kongress. Nach einer erfolgreichen Wahl trat er am 4. März 1893 die Nachfolge von Henry Wilbur Bentley an. Da er auf eine erneute Kandidatur 1894 verzichtete, schied er nach dem 3. März 1895 aus dem Kongress aus.
Nach seiner Kongresszeit war er als Kassierer und später Präsident der Merchants’ National Bank von Plattsburgh tätig. Er verstarb am 27. September 1914 in Plattsburgh und wurde dann auf dem Riverside Cemetery beigesetzt.